# Präsident Freiherr von Maltzahn
Präsident Freiherr von Maltzahn är en tysk högsjökutter, som sedan 1983 ingår i Museumshafens Oevelgönne e.V.s samling i Hamburg i Tyskland. Hon är tacklad som en gaffelketch med 320 kvadratmeters segelarea och har sedan 1961 en sexcylindrig dieselmotor.
Präsident Freiherr von Maltzahn sjösattes 1928 på Sietas-Werft i Hamburg som den sista av sin typ av fartyg. Hon var från första början avsedd som motorseglare, vilket innebar att hon var undertacklad. Hon byggdes för hamburgerrederiet Fischer Holst und Fock.
Hon blev museifartyg 1968. 